# Zentrale Aufnahmeprüfung (Kanton Zürich)
Die Zentrale Aufnahmeprüfung (ZAP) im Kanton Zürich (auch Gymiprüfung genannt) muss erfolgreich absolviert werden, um an einem Gymnasium im Kanton Zürich zugelassen zu werden.

## Allgemeine Informationen
Das Gymnasium (auch Kantonsschule genannt) ermöglicht mit der Maturität das Studieren an den schweizerischen Universitäten und pädagogischen Hochschulen sowie den Eidgenössischen Technischen Hochschulen (siehe auch Bildungssystem in der Schweiz). Im Kanton Zürich muss im Gegensatz zu anderen Kantonen die Zentrale Aufnahmeprüfung bestanden werden, um an einem Gymnasium aufgenommen zu werden.
Ein Übertritt und somit eine Teilnahme an der ZAP ist von der 6. Primarklasse oder von der 2./3. Klasse der Sekundarschule möglich. Erfolgt der Übertritt von der 6. Primarklasse ins Langgymnasium, dauert die Schulzeit bis zur Maturität sechs Jahre. Erfolgt der Übertritt von der 2. oder 3. Sekundarklasse ins Kurzgymnasium, dauert die Schulzeit bis zur Maturität vier Jahre. Wenn der Übertritt erst nach der 3. Sekundarklasse erfolgt, wird also ein Schuljahr wiederholt.
Dementsprechend haben die Schüler drei reguläre Versuche, die ZAP zu bestehen (6. Primarklasse, 2. Sekundarklasse und 3. Sekundarklasse). Sollte die ZAP nicht bestanden werden, gibt es aber in der Schweiz dank dem dualen Bildungssystem noch weitere Möglichkeiten, um für ein Studium an Universitäten zugelassen zu werden.

## Prüfung, Noten und Aufnahme
Die Zentrale Aufnahmeprüfung findet jeweils im März statt. Geprüft wird nur schriftlich.

### Langgymnasium
Geprüft werden Mathematik (60 Minuten) und Deutsch (Sprachbetrachtung und Textverständnis: 45 Minuten; Aufsatz: 60 Minuten).
Für den Übertrittsentscheid zählen zu 50 % die schulischen Vornoten des Januarzeugnisses in Mathematik und Deutsch und zu 50 % die Prüfungsnote (Deutsch / Mathematik je die Hälfte). Bestanden wird mit einer Endnote von mindestens 4,75. Bei Schülerinnen und Schülern aus privaten Primarschulen werden keine Vornoten angerechnet. Sie müssen eine Prüfungsnote von mindestens 4,5 erreichen.

### Kurzgymnasium
Geprüft werden Mathematik (90 Minuten) und Deutsch (Sprachbetrachtung und Textverständnis: 45 Minuten; Aufsatz: 90 Minuten). Die Prüfungsnote besteht zu je einem Viertel aus den beiden Deutschprüfungsteilen und zur Hälfte aus der Mathematikprüfung.
Bei Kandidaten, die eine öffentliche zürcherische Sekundarstufe A besuchen, wird unter bestimmten Bedingungen zwingend eine Vorleistungsnote angerechnet, die sich zu gleichen Teilen aus den Zeugnisnoten für Deutsch, Englisch, Französisch, Natur und Technik sowie Mathematik zusammensetzt. Die Gesamtnote entspricht dann dem Durchschnitt der Prüfungsnote und der Vorleistungsnote.
Bestanden wird mit folgenden Gesamtnoten: Wenn die Vorleistungsnote zählt, mindestens 4,75; wenn die Vorleistungsnote nicht zählt, mindestens 4,5.

## Teilnahmezahlen und Erfolgsquoten

### Langgymnasium
Im Jahr 2023 nahmen gemäss der Bildungsdirektion des Kantons Zürich 4567 Schülerinnen und Schüler an der ZAP für das Langgymnasium teil; das sind 29,0 % aller Sechstklässler. Erfolgreich waren 52,7 % der Teilnehmer. (2022 betrug der Erfolgsanteil 50,9 %; 2021: 48,4 %.)
Im Jahr 2025 absolvierten 4562 Schülerinnen und Schüler die Aufnahmeprüfung für das Langgymnasium; das entspricht 27,9 % aller Sechstklässler. Die Erfolgsquote lag bei 53,6 %.

### Kurzgymnasium
Im Jahr 2023 nahmen insgesamt 3711 Schülerinnen und Schüler an der ZAP für das Kurzgymnasium teil: 2418 aus den 2. Sekundarklassen (18,8 % des Klassen-Jahrgangs) und 1293 aus den 3. Sekundarklassen (11,2 % des Klassen-Jahrgangs). Erfolgreich waren 43,1 % der Teilnehmer aus den 2. Klassen und 50,8 % derjenigen aus den 3. Klassen, insgesamt 45,8 % aller Teilnehmer. (2022 betrug die Erfolgsquote aller Teilnehmer 42,1 %; 2021: 37,6 %.)
Im Jahr 2025 absolvierten 4133 Schülerinnen und Schüler die Aufnahmeprüfung für das Kurzgymnasium. Davon kamen 2468 aus der 2. Sekundarklasse (18,2 % des Jahrgangs) und 1665 aus der 3. Sekundarklasse (13,5 % des Jahrgangs). Die Erfolgsquoten betrugen 38,0 % (aus der 2. Klasse) bzw. 45,2 % (aus der 3. Klasse); insgesamt bestanden 40,9 % der Teilnehmer die Prüfung.

### Probezeit-Erfolg
Im Schuljahr 2022/2023 bestanden im Langgymnasium 92,1 % der neu aufgenommenen Schüler die Probezeit, im Kurzgymnasium 86,1 %.
Im Schuljahr 2024/2025 betrugen die Erfolgsquoten 92,8 % (Langgymnasium) bzw. 88,8 % (Kurzgymnasium).